# Гамлет (Північна Кароліна)
Гамлет (англ. Hamlet) — місто (англ. city) в США, в окрузі Річмонд штату Північна Кароліна. Населення — 6025 осіб (2020).

## Географія
Гамлет розташований за координатами 34°53′21″ пн. ш. 79°42′38″ зх. д. / 34.88917° пн. ш. 79.71056° зх. д. (34.889203, -79.710612).  За даними Бюро перепису населення США в 2010 році місто мало площу 13,86 км², з яких 13,63 км² — суходіл та 0,23 км² — водойми.

## Демографія
Згідно з переписом 2010 року, у місті мешкало 6495 осіб у 2561 домогосподарстві у складі 1702 родин. Густота населення становила 468 осіб/км².  Було 2858 помешкань (206/км²).
Расовий склад населення:
| - 55,2 % — білих - 36,6 % — чорних або афроамериканців - 1,7 % — корінних американців - 0,7 % — азіатів - 3,8 % — осіб інших рас |

До двох чи більше рас належало 2,0 %. Частка іспаномовних становила 6,2 % від усіх жителів.
За віковим діапазоном населення розподілялося таким чином: 26,9 % — особи молодші 18 років, 57,3 % — особи у віці 18—64 років, 15,8 % — особи у віці 65 років та старші. Медіана віку мешканця становила 37,0 року. На 100 осіб жіночої статі у місті припадало 85,7 чоловіків;  на 100 жінок у віці від 18 років та старших — 80,1 чоловіків також старших 18 років.
Середній дохід на одне домашнє господарство  становив 47 080 доларів США (медіана — 36 165), а середній дохід на одну сім'ю — 49 144 долари (медіана — 41 958). Медіана доходів становила 36 214 долари для чоловіків та 24 395 доларів для жінок. За межею бідності перебувало 27,5 % осіб, у тому числі 40,3 % дітей у віці до 18 років та 16,3 % осіб у віці 65 років та старших.
Цивільне працевлаштоване населення становило 2131 особа. Основні галузі зайнятості: виробництво — 22,9 %, освіта, охорона здоров'я та соціальна допомога — 17,6 %, роздрібна торгівля — 13,1 %.